# Monosíl·lab
Un monosíl·lab és una paraula que només té una síl·laba. Vet aquí uns exemples: «món», «són», «sol»...
El català té una densitat de monosíl·labs més gran que d'altres llengües llatines com el castellà, el francès o l'italià. Això és conseqüència de l'evolució de les paraules originals amb la caiguda de les vocals àtones finals (però que normalment respecta la a). Per la mateixa raó té una gran quantitat de monosíl·labs acabats en consonant.
Els monosíl·labs són sempre aguts o àtons, ja que l'accent sempre recau en l'última síl·laba, que és també la primera i única, o bé no hi ha accent enlloc. Per aquesta raó les normes d'accentuació fan una excepció amb els monosíl·labs. No s'han d'accentuar encara que acabin en vocal, llevat del cas dels accents diacrítics (aquells usats per diferenciar paraules que altrament serien gràficament iguals). Els monosíl·labs àtons no poden tenir accent diacrític.
Exemples: 
- són (del verb ser) i son (ganes de dormir).
- que (pronom relatiu, etc., quan és àton) i què (pronom interrogatiu, relatiu, etc., quan és tònic).

Com que en català les síl·labes requereixen si més no d'una vocal, els monosíl·labs més petits corresponen als noms de les vocals i els seus homògrafs: a, e, i, o, u. En l'altre extrem, els monosíl·labs més grans superen les cinc lletres. Per exemple: trulls, gralls.
Alhora de comptar les síl·labes per localitzar els monosíl·labs, cal tenir en compte que en català en una síl·laba hi pot haver més d'una vocal. Quan hi ha dues o tres vocals en contacte poden formar un diftong o triftong, és a dir, agrupar-se en una mateixa síl·laba, però, si no formen diftong, encara que les vocals estiguin en contacte, formen síl·labes diferents, això s'anomena hiat.
Per exemple:
- e·ó té dues vocals fortes i, per tant, no pot formar diftong, és a dir, que forma un hiat. Així doncs, cada vocal serà part d'una síl·laba diferent, la síl·laba e i la síl·laba ó, dues síl·labes. No serà un monosíl·lab, sinó, un bisíl·lab.
- iot té una vocal feble a l'inici de paraula seguida d'una altra vocal. Això forma un diftong i, per tant, una sola síl·laba. És a dir, que serà un monosíl·lab.
- ou: té una vocal feble a la dreta d'una altra vocal. Això també forma diftong, consegüentment té una sola síl·laba i és un monosíl·lab.
- iai: forma triftong (es compleixen les dues condicions dels diftongs anteriors). També és un monosíl·lab.

Les vocals mudes tampoc poden formar sil·labes sense la participació d'altres vocals. Així doncs, no pot haver cap monosíl·lab format només amb vocals mudes i consonants. Alguns símbols, abreviacions (en especial les sigles) i mots manllevats d'altres llengües són una excepció gràfica. Malgrat tot, en la pronúncia de símbols i abreviacions sempre ha d'haver el so vocàlic i això és el que determina el nombre de síl·labes. Exemples:
- qu: No és una paraula catalana, ja que l'única vocal que té és muda i no correspon a cap símbol ni a cap sigla.
- què, guix: Són monosíl·labs que no formen diftong, ja que la u és muda.
- R (sígla de Ramon): No és un monosíl·lab, ja que pronunciem er·ra, dues síl·labes.
- J (símbol de Joule, una unitat física): És un monosíl·lab. Malgrat que correspon a la paraula Joule i sembla que té dues síl·labes, és un símbol que correspon a una paraula manllevada del francès i la seva pronuncia en català és idèntica a l'original pronuncia francesa. En francès la e final normalment no es pronuncia i en aquest cas tampoc i les altres dues vocals sonen com una sola.